# La coda dello scorpione
La coda dello scorpione è un film del 1971 diretto da Sergio Martino.

## Trama
La signora Baumer, rimasta vedova a causa dell'esplosione dell'aereo su cui stava viaggiando il marito Kurt, si reca ad Atene per riscuotere i soldi dell'assicurazione che il defunto marito aveva stipulato sulla sua vita. La donna riceve così un milione di dollari, ma la società assicuratrice incarica l'investigatore Peter Lynch d'indagare se la vedova non sia in qualche modo coinvolta nella morte del marito. E proprio nella città greca la signora Baumer viene brutalmente uccisa da un misterioso assassino, che le sottrae tutto il denaro.
Il caso viene seguito, oltre che da Peter, anche da John Stanley, funzionario dell'Interpol e da Stavros, commissario della polizia greca, e in seguito anche da Cleo Dupont, giovane giornalista francese divenuta amica intima di Peter. La vicenda si fa sempre più ingarbugliata a causa d'una serie di delitti di persone che, in qualche modo, sono collegate a Kurt Baumer. Addirittura anche Cleo rischia d'essere ammazzata dal killer, ma si salva grazie all'aiuto di Peter.
Una serie d'indagini induce la polizia a considerare l'ipotesi che Kurt sia ancora vivo e che abbia simulato tutto solo per intascare i soldi. Mentre Stavros e Stanley fanno allontanare Peter e Cleo su una barca per cercare di stanare l'assassino, la giornalista ritrova il denaro dell'assicurazione in una grotta subacquea, nella quale s'era precedentemente immerso Peter. Cleo, colta sul fatto da Peter, tenta di fuggire e, mentre sta per essere uccisa dal killer, viene soccorsa all'ultimo istante da Stavros e Stanley, che sparano a Peter. Nel frattempo i due investigatori erano riusciti a mettere a fuoco la farsa inscenata da Peter per impadronirsi del milione di dollari di Kurt.